# Russula decolorans
Russula decolorans là một loài nấm ăn được trong chi Russula được tìm thấy trong các rừng cây lá kim.